# Chefia
Chefia (arabisch: الشافية) ist eine algerische Gemeinde in der Provinz El Tarf mit 7.450 Einwohnern. (Stand: 1998)

## Geographie
Chefia befindet sich westlich der tunesischen Grenze. Umgeben wird die Gemeinde von Asfour im Norden, von Ain Kerma im Osten und von Hammam Béni Salah im Süden.

## Geschichte

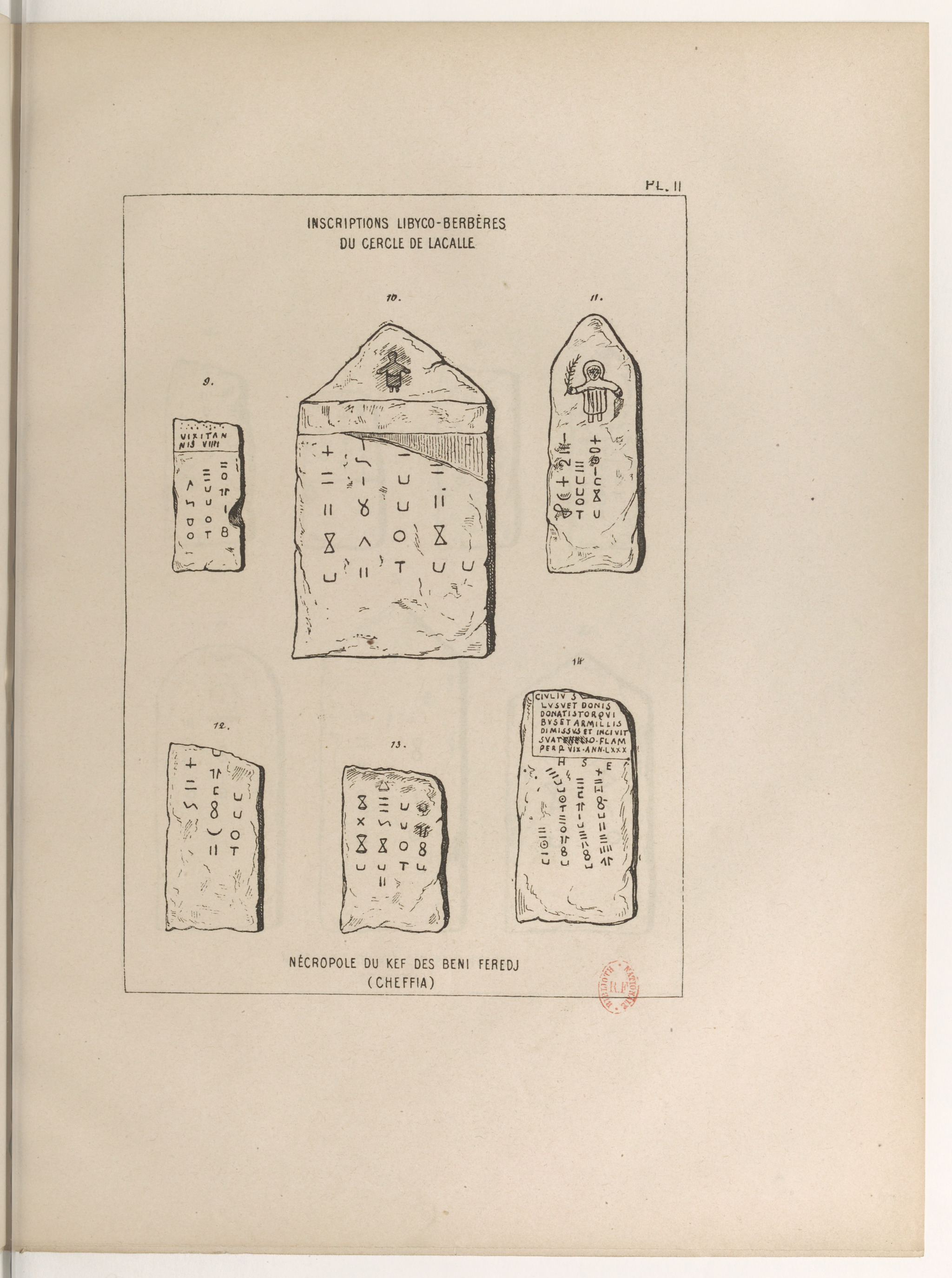
Libysch-berberische Inschrift aus Chefia

Im Gemeindegebiet von Chefia befinden sich die Reste der römischen Stadt Thullium in der Provinz Numidien.
Innerhalb des Tals finden sich zahlreiche Reste von Grablegen aus libysch-berberischer Herkunft.
Thullium selbst wurde Ende des fünften Jahrhunderts Bischofssitz. Nachgewiesen ist die Teilnahme eines Bischofs von Thullium am Konzil von 525 in Karthago.

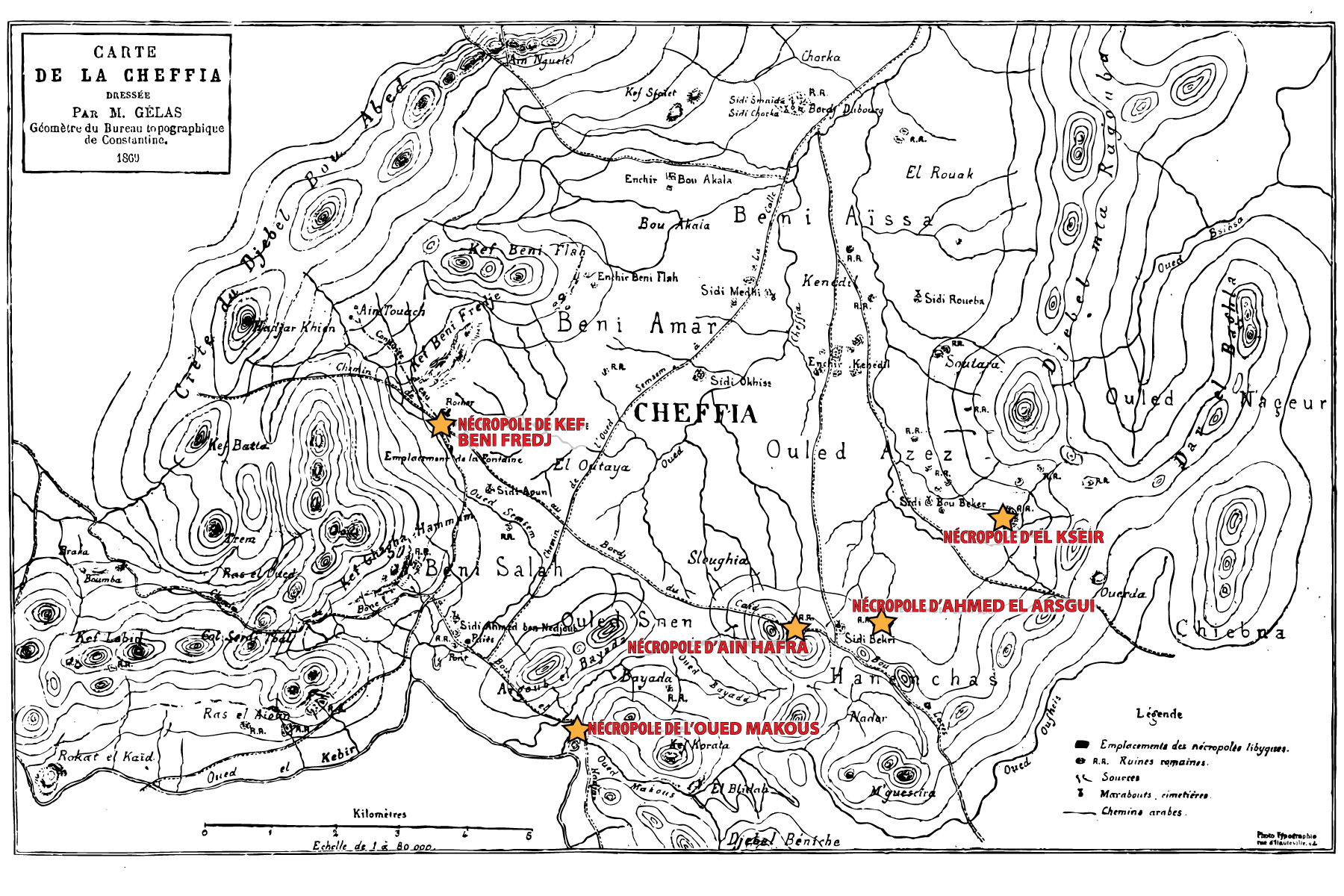
Nekropolen um Chefia

## Persönlichkeiten
- Boudjemaa Talai (1952–2022), algerischer Politiker, Verkehrs- und Bauminister (2015–2017)